# Pietro Dal Verme
Pietro Dal Verme (Verona, ultimi decenni del Duecento – Brescia, prima del maggio 1357) è stato un politico, diplomatico e condottiero italiano, considerato l'artefice delle fortune della famiglia Dal Verme.

## Biografia
Figlio di Nicola di Vilio, ha un fratello Giacomo, compagno d'arme. Fu il primo artefice delle fortune politiche e militari della famiglia nel Trecento. La carriera del Dal Verme si sviluppò negli anni di consolidamento politico della signoria scaligera in un quarantennio di attività che portò la sua famiglia dal rango tutto sommato provinciale di sostenitrice degli Scaligeri ad un sempre più autonomo ruolo nella scena politico-militare dell'Italia padana trecentesca.
Nulla si sa della sua giovinezza e la prima notizia sul suo conto è del 1316, quando divenne podestà di Lucca dove da poco signoreggiava Castruccio Castracani. Questo evento si lega alla politica degli Scaligeri (di cui il Dal Verme fu uno dei fiduciari) che proprio in quegli anni stavano intrecciando rapporti di collaborazione con i ghibellini della Toscana.
Nel 1317 prese parte all'assedio di Cremona, dopodiché Cangrande I della Scala e Rinaldo dei Bonacolsi lo crearono capitano del Popolo di Parma. Nella primavera del 1318 venne promosso podestà della stessa ad interim, mentre nel 1323 fu designato podestà di Bassano, altra recente conquista di Cangrande.
A conferma del suo successo presso gli Scaligeri, nel 1328, in occasione delle celebrazioni seguite alla conquista di Padova, venne creato cavaliere assieme al fratello Giacomo e ad altre personalità.
Nel marzo successivo si trovava a Venezia per giurare fedeltà alla Serenissima in qualità di procuratore di Cangrande, che era stato nominato cittadino veneziano.

## Al governo di Treviso
Nel luglio 1329 partecipò alla presa di Treviso, ne venne subito nominato podestà, e fu testimone dell'improvvisa morte del signore di Verona, avvenuta pochi giorni dopo la vittoria e della conquista dell'intera Marca Trevigiana. A questi successero i giovani nipoti Mastino e Alberto; con loro la politica scaligera si fece più prudente e per consolidare le conquiste le podesterie vennero affidate a uomini di fiducia per periodi più lunghi rispetto al consueto anno di mandato. Così il Dal Verme fu confermato Podestà di Treviso dal 1329 al 1337, con una parentesi nel primo semestre del 1336 quando, impegnato in una missione diplomatica a Ferrara, all'atto di cessione di Modena agli Estensi, fu sostituito da Taddeo degli Uberti.
Fu questo un periodo difficoltoso, caratterizzato da numerose problematiche quali la diffidenza della locale classe dirigente, i delicati rapporti con Venezia, le esigenze del territorio trevigiano e le continue richieste di uomini da impiegare nelle guerre degli Scaligeri. 
Nel dicembre del 1329, quando Rizzardo IV da Camino ed il fratello Gerardo incominciano a molestare il trevigiano con la protezione dei veneziani, il Dal Verme li bandisce dal territorio assieme ai loro seguaci; inoltre scopre una congiura organizzata da Prosavio da Bazzoletto, ne fa impiccare i complici ed incarcera i loro fautori che in parte sono relegati a Verona. Nel 1330 permette il rientro a Treviso di tutti coloro che ne erano stati banditi in precedenza. Nel maggio del 1331 riammette in Treviso anche i Da Camino dopo che costoro si sono riconciliati con gli Scaligeri su intermediazione di Marsilio da Carrara. Nel luglio del 1336 spedisce truppe alla volta di Camino a seguito della caduta ed occupazione di Oderzo da parte di Venezia. Nell'ottobre sempre del 1336 si appresta a difendere Treviso dalle minacce portate dalle bande dei da Collalto. Invia milizie nei castelli di frontiera e rafforza le fortificazioni. Nel novembre dello stesso anno, con la caduta e la distruzione del castello delle Saline di Chioggia da parte di Pietro de' Rossi, nominato da Venezia comandante delle truppe della lega antiscaligera, il Dal Verme ha disposizioni da parte di Mastino II della Scala di fortificare ancor più Treviso.
Il Dal Verme conseguì discreti successi perpetuando una politica cauta e tuttavia decisa, opponendosi anche agli eccessi del fiscalismo scaligero.
All'inizio del 1337, con lo scoppio del conflitto contro la lega veneto-fiorentina, ritornò nella città di Verona in qualità di governatore generale. Infatti l'esercito veneziano avanzava rapidamente conquistando tutte le roccaforti scaligere, fino alla conquista di Padova, dove ritornarono signori i Carraresi nella persona di Marsilio da Carrara.

## L'assedio di Monselice
Quindi dall'estate del 1337, dopo la caduta di Padova, partecipò alla lunga e quanto vana difesa della fortezza di Monselice, ultimo baluardo scaligero in territorio euganeo. Alla guardia di Monselice, il Dal Verme provvede a fortificare ancor di più la città e la rocca, ma ben presto in agosto inizia il lungo assedio che durerà un anno.
Monselice è attaccata dal comandante dell'esercito veneziano Pietro de' Rossi diretto da Marsilio da Carrara. Nella città entrano in soccorso del Dal Verme alcuni fanti che sono riusciti ad attraversare le linee nemiche; giunge pure un emissario di Luigi Gonzaga, signore di Mantova ed alleato di Venezia, che simula una diserzione dell'esercito mantovano dal campo veneziano. Ma il Dal Verme accorto ne scopre le intenzioni e lo fa impiccare assieme ai seguaci dei Carraresi Baldo da Poiana e Zilio da Montella. Marsilio da Carrara quindi si vendica immediatamente facendo impiccare sette uomini davanti alle porte cittadine. Nel primo assalto alla città l'8 di agosto viene ucciso proprio il comandante Pietro de' Rossi per un colpo di lancia inferto da un contadino monselicense. Ad ottobre il Dal Verme reprime in città una congiura da parte di Giberto dei Dalesmanini, seguace dei Carraresi, che scoperto ed arrestato viene decapitato nella piazza principale, mentre altri suoi uomini sono impiccati; alcuni pochi fuggitivi riescono a scappare calandosi dalle mura.
Marsilio da Carrara, già gravemente ammalato, muore nel marzo del 1338, gli succederà nella signoria padovana e nell'assedio di Monselice il cugino Ubertino da Carrara.
Sempre nel marzo del 1338 il Dal Verme incarcera anche Ivano dei Dalesmanini seguace dei Carraresi; ad aprile Ubertino da Carrara fa impiccare sei prigionieri davanti alle mura di Monselice; il Dal Verme risponde immediatamente con l'impiccagione di dieci filocarraresi. In giugno fa poi impiccare e frustare altri abitanti che, consapevoli di un tentativo dei fuoriusciti di penetrare nella città non hanno avvertito le autorità. Ubertino da Carrara cattura allora otto scaligeri che vogliono unirsi alle sue forze e li fa giustiziare al solito modo, impiccandoli davanti alle mura cittadine. Il Dal Verme non resta inattivo, risponde con sette esecuzioni; il  da Carrara con altre tredici. Chi vuole entrare o uscire da Monselice corre il rischio di essere impiccato, di perdere un occhio; alle donne viene invece troncato il naso. Stremati dall'assedio in luglio escono da Monselice tre giovani per ricercare soccorso: sono impiccati presso la Torre di Cignano dove sono stati intercettati.
Monselice è stremata dalla fame, e ad agosto iniziano le trattative per la resa della città, Il Dal Verme è pronto ad arrendersi se entro otto giorni non riceve più soccorsi da Mastino della Scala e a patto che non vengano poste ritorsioni a danno degli abitanti. Al termine stabilito, il 19 agosto del 1338, consegna la città di Monselice ai veneziani ed a Ubertino da Carrara e libero assieme ai suoi prese la strada di Verona. Unica condizione posta dai Carraresi, la consegna del contadino che uccise Pietro de' Rossi, che venne condotto a Padova per esservi ucciso.
Per più di un anno il Dal Verme si oppose strenuamente e con successo alle truppe della lega antiscaligera, che vedeva le migliori armate delle repubbliche di Venezia e Firenze, dei Visconti di Milano, degli Estensi di Ferrara, dei Gonzaga di Mantova, del principe Carlo di Boemia e di Giovanni di Carinzia e conte del Tirolo, ottenendo anche alcuni successi come l'uccisione del comandante nemico, il celebrato Pietro de' Rossi, e se si arrese lo fece solo alla fine con la città stremata dalla fame.
Nel lungo assedio pur uscendone sconfitto venne in luce, l'energia e il valore con cui egli difese Monselice, dando prova di grandi capacità militari e lealtà nei confronti dei propri signori, il che pose il Dal Verme agli occhi dei nemici in particolare rilievo: quando la cittadina (non la rocca) fu presa, egli ne uscì armato e a cavallo con le insegne scaligere libero assieme alle sue truppe in armi e assieme agli abitanti liberi e salvi.
Nel 1339 Mastino, sottoscrive i trattati di pace con Venezia, quindi successivamente invia il Dal Verme come governatore con Giberto da Fogliano alla difesa di Parma. Di questo incarico si hanno scarse notizie; in ogni caso, la potenza scaligera era stata ormai ridimensionata e anche la difesa di questa città fu vana, infatti nel maggio 1341 è ancora governatore quando la città cade in potere di Azzo da Correggio.
Nel 1341 era impegnato assieme al figlio Luchino Dal Verme, con un gruppo di truppe veronesi, nella difesa di Lucca per conto di Mastino II della Scala. Nel 1341 quest'ultimo vendette la città alla Repubblica di Firenze, ma il Dal Verme rimase nella città a supporto dei fiorentini contro Pisani e Visconti. Quando, il 2 ottobre 1342 dopo la battaglia di San Quirico, la città si arrese a Pisa, venne catturato ed imprigionato con il figlio.
Nel 1344 a Mantova fronteggia le milizie dei Gonzaga. Partecipa con delle squadre a cavallo a delle scorribande nel mantovano e nel reggiano giungendo alle porte di Reggio Emilia.

## La congiura di Fregnano, il Dal Verme bandito dalla città assieme ai figli
Nel 1354 sembra partecipare ed appoggiare la congiura di Fregnano della Scala nel suo tentativo di ribellione autoproclamandosi signore della città a spese di Cangrande II della Scala. Per questi fatti venne bandito dalla città coi figli Luchino, Bartolomeo e Nicola. Questa situazione fu però la fortuna della sua casata che, ormai slegata dai suoi vecchi signori, poté costruire in autonomia la propria potenza politica e militare.
Egli possedeva per eredità paterna assieme al fratello Giacomo, una parte minore dei feudi delle terre in vicariato dell'Abbazia di San Zeno, di Sanguinetto ed altre terre, beni che furono a lui confiscati, ma poi restituito al nipote Jacopo Dal Verme.
Sembra sia morto a Brescia prima del maggio 1357; il suo corpo fu poi condotto a Verona e sepolto nella tomba di famiglia a Chiesa di Sant'Eufemia.

## Discendenza
Pietro sposò Elisa de' Nogarola, sorella minore di Diamante, ed ebbero tre figli:
- Luchino (1320 circa – Costantinopoli, inizio del 1367), condottiero, politico e diplomatico, seguì le orme del padre, intraprendendo una brillante carriera militare.
- Bartolomeo (?-Verona 1379), uomo d'arme, politico e diplomatico, sposò Margherita Brugnoli, militò per i Visconti, nel 1370 è castellano di Vercelli. Nel 1372 è podestà di Novara. In seguito è infeudato di metà della Rocca d'Arazzo di San Genesio, dal vescovo di Asti Francesco Morozzo. nel 1377 fu assolto assieme ai parenti dal bando e dalle condanne della sentenza del 1354, quindi torna a Verona con i figli. Ebbe due figli: 
  - Taddeo (Verona, 1350 circa – dopo 1413), condottiero, comandante di cavalleria veronese nel 1386, condottiero al servizio dei Visconti con il cugino Jacopo, capitano di Vicenza, signore di Mariana Mantovana e Correggioverde (Dosolo) nel mantovano. Nel 1412 è comandante supremo delle forze veneziane. Nel 1413 fu incluso nell'infeudazione di Correzzo e Maccacari (Gazzo Veronese) ed altri feudi in vicariato concessa alla famiglia Dal Verme dal vescovo di Verona.
  - Filippino (o Filippo) (Milano, dopo 1354 - Salerno, dopo 1421), condottiero, al servizio negli eserciti degli Scaligeri, dei Visconti e nel Regno di Napoli al servizio di Ladislao I di Napoli e di Giovanna II di Napoli e si trasferisce a Salerno. Da lui ha origine il ramo dei Dal Verme del salernitano che nel 1427, con Cirello, ebbe la baronia di Alfano nel Principato di Salerno fino al 1588.
- Nicola (?-Parma 1372), uomo d'arme, bandito con il padre ed i fratelli da Verona morì esule a Parma.